# Polisen och den beskedlige utpressaren
Polisen och den beskedlige utpressaren, är den fjärde romanen av Gösta Unefäldt om Polisen i Strömstad och utkom första gången 1987.

## Handling
En kvinna hittas död i en bastu. Olyckshändelse, självmord eller mord? Polischef Gustav Jörgenson och hans mannar får börja ställa dessa frågor och söka svaren på dem. Det enda de med visshet kan konstatera under utredningen är vem bland de inblandade som inte kan ha mördat, om det nu är mord. Under tiden de mödosamt arbetar med fallet försvinner en pensionär med regelbundna vanor. Är det en slump, eller finns det ett samband? Inte blir det lättare att se mönstret när polisman Evald Larsson, självklart helt ovetandes, behållit en bit av svaret på gåtan för sig själv.